# بادی به غرب می‌رود
بادی به غرب می‌رود (ایتالیایی: Occhio alla penna) فیلمی در ژانر کمدی و وسترن اسپاگتی است که در سال ۱۹۸۱ منتشر شد. از بازیگران آن می‌توان به باد اسپنسر، فولویو مینگوتسی و رناتو اسکارپا اشاره کرد.